# نيلسون مارتينيز
نيلسون مارتينيز (بالإسبانية: Nelson Martínez)‏ (25 أكتوبر 1991 بكيتو في الإكوادور - ) هو لاعب كرة قدم كولومبي وإكوادوري في مركز الوسط. لعب مع ليجا دي كويتو ونادي أوكاس وC.S.D. Universidad Tecnológica Equinoccial ‏.

## وصلات خارجية
- نيلسون مارتينيز على موقع قاعدة بيانات كرة القدم.إي يو (الإنجليزية)